# Scarborough Fair (brano musicale)
Scarborough Fair è una ballata tradizionale inglese.

## La ballata
La ballata narra la storia di un giovane che invita l'ascoltatore a domandare alla sua ex amata di svolgere per lui una serie di imprese impossibili; solo quando avesse portato a termine il compito ella sarebbe tornata ad essere il suo vero amore. Una delle immagini più famose è quella della donna che si vede costretta a preparare per lui una camicia senza poter usare ago e filo e quindi lavarla in un pozzo privo di acqua.
Spesso la canzone è cantata come un duetto nel quale a sua volta la donna pretende dal suo amante una serie di prove e solo quando il ragazzo avrà finito potrà avere "la sua camicia senza cuciture".
Il brano sembra derivare da una ballata scozzese più antica, intitolata Il cavaliere elfo (The Elfin Knight), che si fa risalire al 1670, ma potrebbe essere addirittura anteriore. La ballata tratta di un elfo che minaccia una donna di diventare il suo amante a meno che lei non compia una durissima prova ("For thou must shape a sark to me / Without any cut or heme, quoth he"); ella risponde per le rime, con la sua lista di compiti da portare a termine.
Da quando iniziò a diffondersi, la canzone fu adattata, modificata, e riscritta al punto che nel XVIII secolo esistevano dozzine di versioni diverse, nonostante solo un numero molto esiguo di queste siano cantate oggi. I riferimenti a Scarborough Fair, una tradizionale fiera inglese, e il ritornello parsley, sage, rosemary and thyme, si riferiscono ad alcune versioni del XIX secolo. Il ritornello in particolare richiama alcune immagini e sembra essere tratto dalla ballata Riddles Wisely Expounded.
Numerose versioni della canzone sono state incise o eseguite da artisti di musica rock, folk e metal, come ad esempio il gruppo progressive metal dei Queensrÿche, da Celtic Woman, Nox Arcana e dal gruppo doom metal My Dying Bride, ma la più celebre è decisamente quella di Simon & Garfunkel, che nella versione registrata in studio hanno moltiplicato le loro voci con la tecnica dell'"overdubbing", allora decisamente pionieristica, con controcanti e concertazioni che la fanno sembrare cantata da un piccolo coro. L'accompagnamento musicale consiste soltanto in una chitarra acustica (suonata da Simon), un glockenspiel, un basso e un clavicembalo. Una versione italiana è stata incisa da Angelo Branduardi mentre una versione berbera, col titolo Targit, è stata incisa nel 2013 dal popolare cantante cabilo Idir.

## Simbolismo del ritornello
Nella più antica versione di The Elfin Knight, troviamo il ritornello my plaid away, my plaid away, the wind shall not blow my plaid away, che potrebbe riflettere l'enfasi originale sulla castità della ragazza.
Versioni leggermente più recenti spesso contengono uno o più ritornelli che si richiamano vicendevolmente:
- Sober and grave grows merry in time;
- Every rose grows merry with time
- There's never a rose grows fairer with time

Questi versi sono di solito accompagnati con Once she was a true love of mine o alcune varianti. Parsley, sage, rosemary and thyme potrebbero essere semplicemente un tentativo di sostituire una delle soluzioni proposte sopra, nel caso fossero state dimenticate. Oppure potrebbe essersi verificato quello che in inglese prende il nome di mondegreen, cioè una erronea interpretazione del testo, dovuta al suono simile di alcune parole.
Ancora, potrebbero essere un messaggio velato riferito alla ragazza nel quale l'uomo spiega per quali ragioni ella dovrebbe tornare da lui (nel caso riuscisse nelle cinque imprese).
- parsley: I'm yours
- sage: I'm dependable
- rosemary: Remember me
- thyme: I want you to bear my children

- Prezzemolo: ti appartengo
- Salvia: sono affidabile
- Rosmarino: ricordami
- Timo: voglio che tu sia la madre dei miei figli

D'altra parte sono state elaborate numerose teorie riguardanti il simbolismo di queste erbe:
- Il prezzemolo, usato ai giorni nostri a scopi digestivi, era ritenuto all'epoca un ottimo rimedio contro l'amarezza, ed anche i medici in epoca medievale associavano al prezzemolo proprietà legate alla spiritualità.
- La salvia per migliaia di anni è stata simbolo di forza.
- Il rosmarino rappresenta la fedeltà, l'amore e il ricordo, e l'usanza che voleva che la sposa portasse rametti di rosmarino sui capelli è tuttora seguita in Inghilterra e in diversi altri paesi ancora oggi.
- Il timo indica il coraggio e, nel Medioevo, i cavalieri mostravano spesso disegni costruiti con foglie di timo sui propri scudi in tempo di battaglia.

Il narratore, attraverso tali erbe, richiama altrettante qualità presenti nella donna:
- La mitezza per alleviare l'amarezza presente tra di loro,
- La forza per darle vigore mentre essi sono lontani,
- La fedeltà del suo amore per non essere fiaccata dalla solitudine e, paradossalmente,
- Il coraggio di portare a termine i compiti da lui assegnati per poi abbandonarsi alla passione quando il suo lavoro sia finito.

Inoltre, esse sono gli ingredienti di un incantesimo d'amore che era molto popolare nel Medioevo.
Un'altra teoria indaga sul significato magico delle erbe. Esse sono state tutte inevitabilmente associate col concetto di morte e usate come strumento negli incantesimi contro The Evil Eye ("Il malocchio"). Quest'ultimo simbolo indica una credenza popolare secondo la quale l'invidia della fortuna altrui avrebbe avuto conseguenze nefaste per il "malcapitato". Nell'opera The Elfin Knight, un elfo mette una ragazza di fronte a prove pesantissime, e solo attraverso la giusta risposta ella riuscirà ad eludere il suo gioco perverso.
Francis Child sostiene che la figura dell'elfo provenisse in realtà da un'altra ballata Lady Isabel and the Elf-Knight, e che incarnasse un essere mortale.
Ann Gilchrist da parte sua sostiene "perché l'uso di un ritornello riguardante le erbe se non come un simbolo di qualcosa di più di un combattimento mortale?". 
Walter Scott tra le sue note sul Minstrelsy of the Scottish Border si ricordò di aver sentito la ballata di "un amico che fece la corte ad una fanciulla e ne uscì confuso quando vide le sacre erbe che ella portava in grembo".
Lucy Broadwood suggerisce che il ritornello potrebbe indicare il persistere di un incantesimo contro un pretendente in una situazione analoga (ipotesi che si lega perfettamente con la trama di The Elfin Knight).
Un interessante legame tra tutte le erbe ricordate nel ritornello di Scarborough Fair è che esse sono tutte piante usate in ambito contraccettivo e abortivo, e appartengono alla famiglia delle Lamiaceae (a cui appartiene anche la menta), tranne il prezzemolo, che è della famiglia delle Apiaceae.
La presenza di tali piante in una ballata che parla di amore, campi arati, e un albero di spine che mai fiorirà sembrerebbe un modo per ricordare alle persone proprio le erbe legate all'infertilità in un tempo in cui la popolazione, e soprattutto le donne, erano analfabete.
Il ritornello e peraltro l'intera ballata potrebbero rappresentare la comune frase d'effetto "Noi siamo qui per vivere una vita piena, non per una vita lunga".
La letteratura del periodo lascia intuire che fossero dotate di particolare arguzia, soprattutto in ambito amoroso.
Si adocchia una bella che "per caso ti passi accanto" ed ecco, subito il giovane se ne esce in toni sfrontati  "vieni via con me: ti amo veramente". Ella avrà poi tutto il tempo di soddisfare i suoi incarichi più fantasiosi.
Il cantautore ha modo così di lanciare con forza il suo messaggio: l'amore risiede nell'attesa e non ci è concesso di perdere il nostro tempo. Tutte le versioni sembrano gridare l'importanza delle cose eterne mentre non dobbiamo curarci di cogliere la prima occasione che capita. Alcune versioni della canzone decantano un altruismo che probabilmente era fuori luogo tra i rustici ambienti medievali.

## Testo
Entrambi i personaggi
Are thou going to Scarborough Fair?

Parsley, sage, rosemary and thyme,

Remember me to one who lives there,

For she/he/they once was a true love of mine.
Uomo
Tell her to make me a cambric shirt,

Parsley, sage, rosemary and thyme,

Without any seam nor needlework,

And then she'll be a true love of mine.
Tell her to wash it in yonder dry well,

Parsley, sage, rosemary and thyme,

Which never sprung water nor rain ever fell,

And then she'll be a true love of mine.
Tell her to dry it on yonder thorn,

Parsley, sage, rosemary and thyme,

Which never bore blossom since Adam was born,

And then she'll be a true love of mine.
Ask her to do me this courtesy,

Parsley, sage, rosemary and thyme,

And ask for a like favour from me,

And then she'll be a true love of mine.
Entrambi
Have you been to Scarborough Fair?

Parsley, sage, rosemary and thyme,

Remember me from one who lives there,

For she/he once was a true love of mine.
Donna
Ask him to find me an acre of land,

Parsley, sage, rosemary and thyme,

Between the salt water and the sea-strand,

For then he'll be a true love of mine.
Ask him to plough it with a lamb's horn,

Parsley, sage, rosemary and thyme,

And sow it all over with one peppercorn,

For then he'll be a true love of mine.
Ask him to reap it with a sickle of leather,

Parsley, sage, rosemary and thyme,

And gather it up with a rope made of heather,

For then he'll be a true love of mine.
When he has done and finished his work,

Parsley, sage, rosemary and thyme,

Ask him to come for his cambric shirt,

For then he'll be a true love of mine.
'Entrambi i personaggi 
If you say that you can't, then I shall reply,

Parsley, sage, rosemary and thyme,

Oh, Let me know that at least you will try,

Or you'll never be a true love of mine.
Love imposes impossible tasks,

Parsley, sage, rosemary and thyme,

But none more than any heart would ask,

I must know you're a true love of mine.